# Universidad Nacional de Córdoba
La Universidad Nacional de Córdoba (UNC) es una universidad pública de Argentina. Tiene sede en Córdoba Capital, en la provincia de Córdoba. Se fundó el 19 de junio de 1613, es la más antigua del país y una de las primeras universidades de América Latina. Su enseñanza es libre, gratuita y laica. El apodo La Docta que tiene Córdoba se debe a que durante más de dos siglos fue la única universidad del país. Es considerada una de las tres instituciones más reconocidas del país, con un reconocimiento también a nivel internacional.
Financieramente depende del Estado nacional, pero como toda Universidad Nacional, es autónoma. Esta autonomía implica que tiene potestad para administrar su presupuesto, elegir sus autoridades y dictar sus propias normas en concordancia con el orden nacional. Su admisión, al igual que la de todas las universidades estatales argentinas, es gratuita e irrestricta, con el único requisito de aprobar un curso de nivelación con una calificación igual o superior a 4 (equivalente al 60 % de los contenidos evaluados).
Su origen se remonta a 1610, cuando la Compañía de Jesús creó el Collegium Maximum (Colegio Máximo), que sirvió de base para que en 1613 se iniciaran los estudios superiores, aunque sin autorización para otorgar títulos de grado. El 8 de agosto de 1621 el papa Gregorio XV, mediante un Breve Apostólico, otorgó al Colegio Máximo la facultad de conferir grados, lo que fue ratificado por Felipe IV de España a través de la Real Cédula del 2 de febrero de 1622. Dicho documento llegó a Córdoba a mediados de ese año. Pedro de Oñate, Provincial de la Compañía de Jesús, con acuerdo de los catedráticos, declaró inaugurada la Universidad. Posteriormente, Oñate redactó los reglamentos que tenían validez oficial. Con el nacimiento de la coloquialmente conocida como Casa de Trejo, nace la historia de la educación superior en Argentina.
En 1820, el general Juan Bautista Bustos, gobernador de la provincia de Córdoba, colocó a la Universidad en la órbita provincial y finalmente fue nacionalizada por un decreto del Poder Ejecutivo Nacional del 29 de mayo de 1854, ratificado por la ley N.º 88 del 9 de septiembre de 1856. Según investigaciones del historiador Lewis Pyanson, hacia 1850, el nivel de la formación en física y matemática en la UNC era el mismo que el de las universidades norteamericanas.
En 1918, fue escenario de la Reforma Universitaria, movimiento que se extendería luego a todo el continente.
La UNC, desde su creación, tuvo profundos cambios en todos los aspectos. De los 250 000 grados otorgados hasta 2010, 2278 los entregó entre 1613 y 1810, creciendo lentamente hasta mediados del siglo XX cuando se incrementó exponencialmente alcanzando a titular alrededor de 7000 alumnos por año.
Durante sus dos primeros siglos de vida, ofreció tres altos estudios: Filosofía, Teología y posteriormente Derecho. Luego de las guerras civiles argentinas, y organizada institucionalmente Argentina, se fueron agregando Medicina y varias Ciencias duras. Hasta 1884 no se registraron egresos de mujeres. A partir de ese año su participación fue ganando peso hasta ser hoy la mitad de todos los docentes y amplia mayoría entre el alumnado.
La Universidad Nacional de Córdoba tiene una población estudiantil de más de 178.000 estudiantes, en sus 15 facultades, 346 carreras de grado, posgrado y doctorado. Cuenta con 145 institutos de investigación, 25 bibliotecas y 17 museos, entre otras dependencias.

## Historia

### Reseña histórica

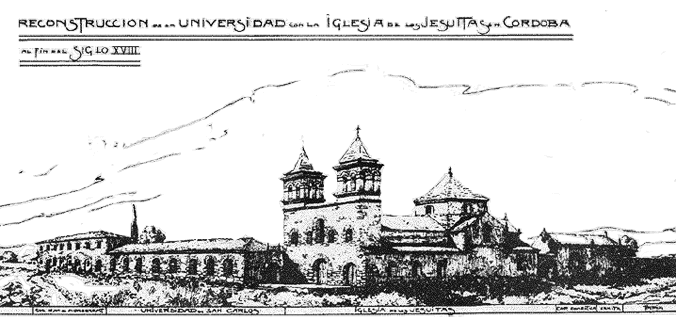
Vista de la Manzana Jesuítica en el siglo XVIII. Dichos edificios aún se conservan. En la esquina se observa la iglesia de la Compañía de Jesús. A continuación se destacan la antigua sede de la Universidad (actual museo y biblioteca mayor) y el Colegio Monserrat.

Desde su llegada, los jesuitas erigieron a Córdoba como el centro de la Provincia Jesuítica del Paraguay, en el Virreinato del Perú. Para ello necesitaban un lugar donde asentarse y así iniciar la enseñanza superior. Fue así que en 1599, y luego de manifestarle dicha necesidad al cabildo, se les entregaron las tierras que hoy se conocen como la Manzana Jesuítica.
En 1608, construyeron la primera iglesia de la Compañía de Jesús, pero debido a que resultó insuficiente fue echada abajo, construyendo entre 1645 y 1654 la que se conserva hasta nuestros días. Las obras continuaron en 1610 con la creación del Collegium Maximum (Colegio Máximo), donde se impartían clases de Filosofía y Teología. Su alumnado era principalmente los religiosos de aquella orden. Ya en 1613 con apoyo del obispo Hernando de Trejo y Sanabria, se iniciaron los estudios superiores, aunque sin autorización para conceder títulos de grado. Ese año también se crea la Librería Grande (hoy Biblioteca Mayor), que según registros llegó a contar con más de cinco mil volúmenes. Se había creado la Universidad de Córdoba, la más antigua del país y la cuarta fundada en América.
El 8 de agosto de 1621, el papa Gregorio XV le otorga esa autorización a través de un Breve Apostólico, luego confirmado por el rey Felipe IV en una Real Cédula con fecha 2 de febrero de 1622. Dicha autorización llegó a Córdoba en abril de 1622. Desde ese momento, con el acuerdo de los catedráticos y el Provincial de la Compañía, Pedro de Oñate, se declara inaugurada la Universidad. A partir de ahí, se inicia la historia de la educación superior en Argentina.
En 1687 se crea, entre otros, el Colegio Nuestra Señora de Monserrat, fundado por el presbítero doctor Ignacio Duarte y Quirós. Aún hoy este colegio es dependiente de la Universidad. El 2 de abril de 1767 el rey Carlos III a través de su Pragmática Sanción de 1767, expulsó a los Jesuitas de todos los territorios de la Corona Española. A causa de esto la Universidad pasó a la orden de los Franciscanos. En 1791 por disposición del virrey Nicolás Antonio de Arredondo se incorporan estudios de Derecho a la Universidad, naciendo así la Facultad de Derecho y Ciencias Sociales. Según registros de la Universidad, antes del fin de dicha década ya habían completado sus estudios varios alumnos.
En 1800, a través de una Real Cédula, la Universidad cambió su nombre a Real Universidad de San Carlos y de Nuestra Señora de Monserrat. Esto se produjo por un conflicto entre los Franciscanos y el Clero Secular por la dirección de la institución. En la misma Cédula se le otorgaron los mismos privilegios y prerrogativas que las Universidades Mayores del resto del continente y España, alcanzando así el doble título de Real y Pontificia. Esta Cédula entró en vigencia en 1808 con el nombramiento como Rector del Deán Dr. Gregorio Funes. A partir de la asunción de Funes, el Clero Secular inició la conducción de la Universidad. Se introdujeron materias de la rama de la matemática como el álgebra, aritmética y geometría, entre otras.
El 25 de mayo de 1810, se produjo la Revolución de Mayo. La Universidad quedó bajo la órbita de las nuevas autoridades, continuando Funes como Rector. En 1820, debido al desorden institucional en el que se encontraba Córdoba (causado por las Guerras civiles argentinas), se pone a la Universidad en jurisdicción provincial. Ya en 1853 se sanciona la Constitución Nacional, en la que se sentaron las bases de la organización política de Argentina. En 1854 finalmente La Casa de Trejo, por ley, pasa a jurisdicción nacional, tomando su actual nombre. A partir de 1860 se iniciaron varias reformas académicas, una de ellos fue la eliminación, en 1864, de los estudios teológicos.
Con la llegada de Domingo Faustino Sarmiento a la presidencia se produce la incorporación de profesores extranjeros especializados en ciencias exactas y naturales. En 1873 abre sus puertas la Facultad de Ciencias Físico-Matemáticas, luego renombrada como Facultad de Ciencias Exactas, Físicas y Naturales y en 1877 la Facultad de Medicina. También en esa época nacía la Academia Nacional de Ciencias y el Observatorio Astronómico.
El 25 de junio de 1885, se sanciona la Ley 1.597, que fijaba bases para la creación de los estatutos de las Universidades nacionales. En 1886 se modifica el de la UNC para adaptarlo a la nueva ley. En 1918 se inició en la Universidad Nacional de Córdoba un movimiento conocido como Reforma universitaria. Fue liderado por Deodoro Roca y otros líderes estudiantiles. Se extendió luego a las demás Universidades del país y el continente. Entre sus principios se encuentran la autonomía universitaria, el cogobierno, la extensión universitaria, la periodicidad de las cátedras, concursos públicos de oposición y antecedentes, concurrencia no obligatoria a clase, reemplazo de la clase magistral por labor en seminarios y libre debate de ideas.

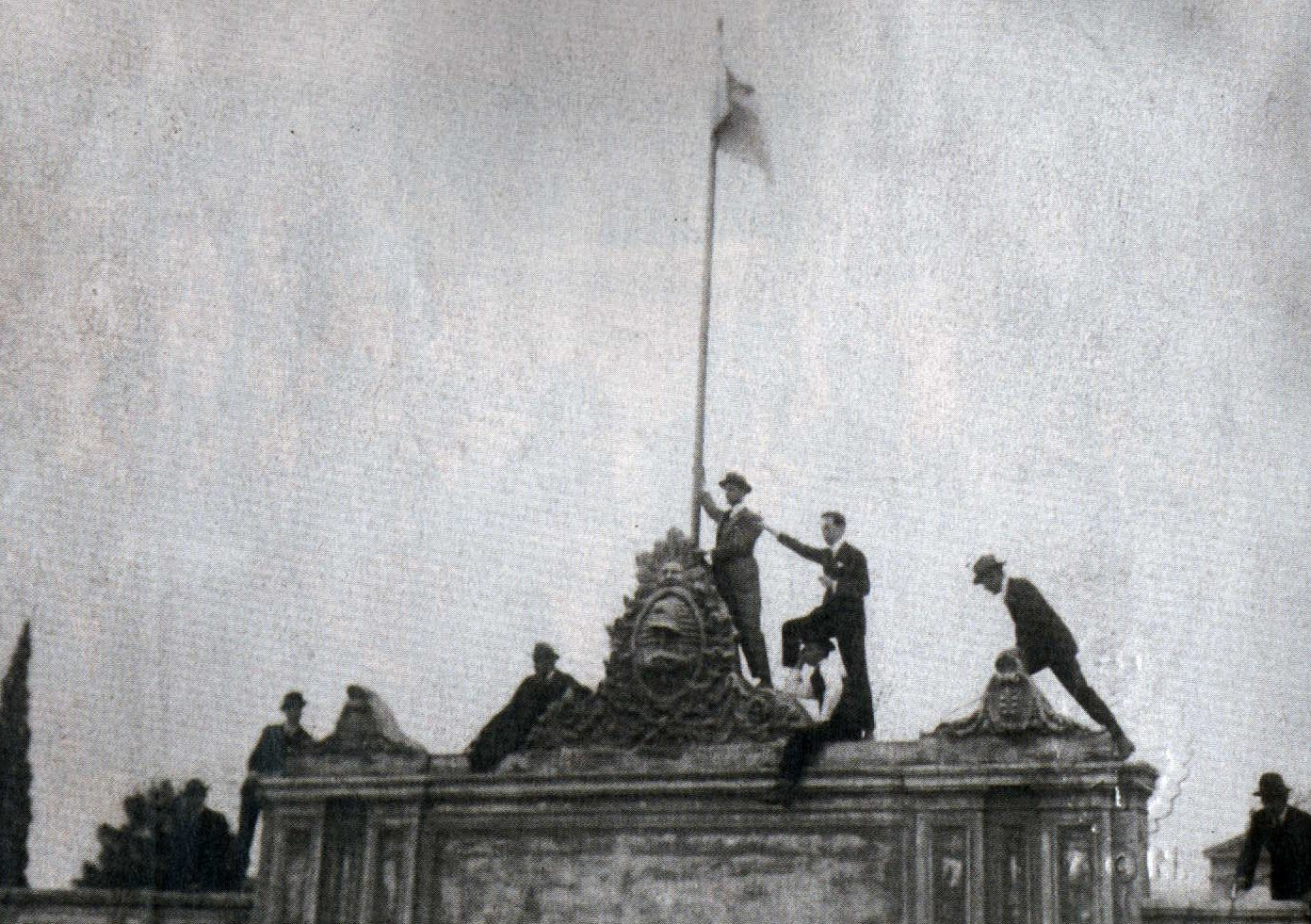
Estudiantes izando la Bandera Argentina durante los hechos de la Reforma universitaria.

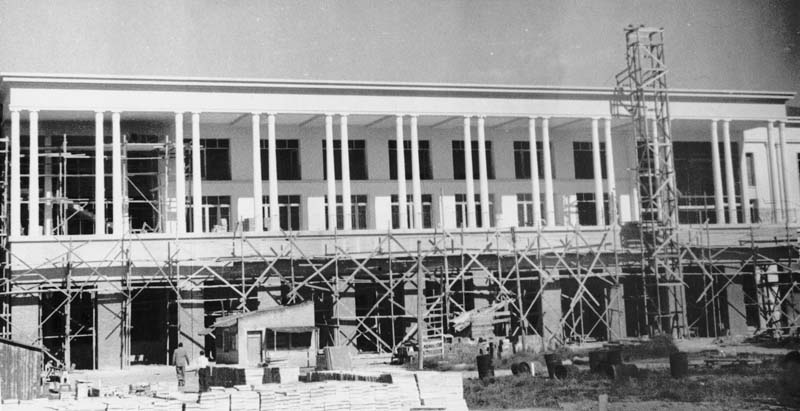
La construcción del Pabellón Argentina —el más importante de la Universidad— se realizó a mediados de los años 50.

Desde comienzos del siglo XX, el número de carreras y facultades ha ido en aumento, experimentado un notable incremento en sus actividades de investigación, que la convierten en uno de los principales polos generadores de desarrollo y actividad científica del país. Durante la etapa 1955 1959 la Universidad al igual que el resto de las universidades nacionales sería intervenida y todas sus autoridades dejadas cesantes. El régimen militar designa interventor a Ernesto Bavio quien dejó cesante a más de 120 jefes de catedra profesores titulares, adjuntos, y ayudantes de cátedra. Durante esta etapa alrededor de un tercio del plantel docente sería separado por razones políticas de la universidad. El régimen de Aramburu puso en marcha el plan para limitar y anular la autonomía universitaria, profundizando la centralización administrativa, desmontar el anterior sistema de gobierno con la participación de los tres claustros, y una política de despolitización y desperonización, tanto a nivel profesoral como estudiantil, pues toda actividad que pudiera suponer militancia política era pasible de suspensión, exoneración o expulsión. 
Durante el último gobierno militar se ejerció un estricto control ideológico del cuerpo docente, de los estudiantes y la enseñanza. También se restringió el ingreso por lo que la matrícula se estancó en aquellos años. Los centros de estudiantes estaban prohibidos. Con el regreso a la democracia en 1983 la Universidad recobró su autonomía.
El crecimiento de la población estudiantil ha hecho que casi todas las facultades tengan su sede en la Ciudad Universitaria. En los últimos años, se han construido más de 22 129 m² de superficie cubierta y 44 816 m² en trabajos de remodelación. Actualmente la UNC tiene una población estudiantil de más de 110 000 alumnos distribuidos en 13 facultades que ofrecen más de 250 carreras de grado, posgrado y doctorado. La oferta académica también incluye 100 centros de investigación y servicios, 25 bibliotecas y 16 museos.

### Evolución académica

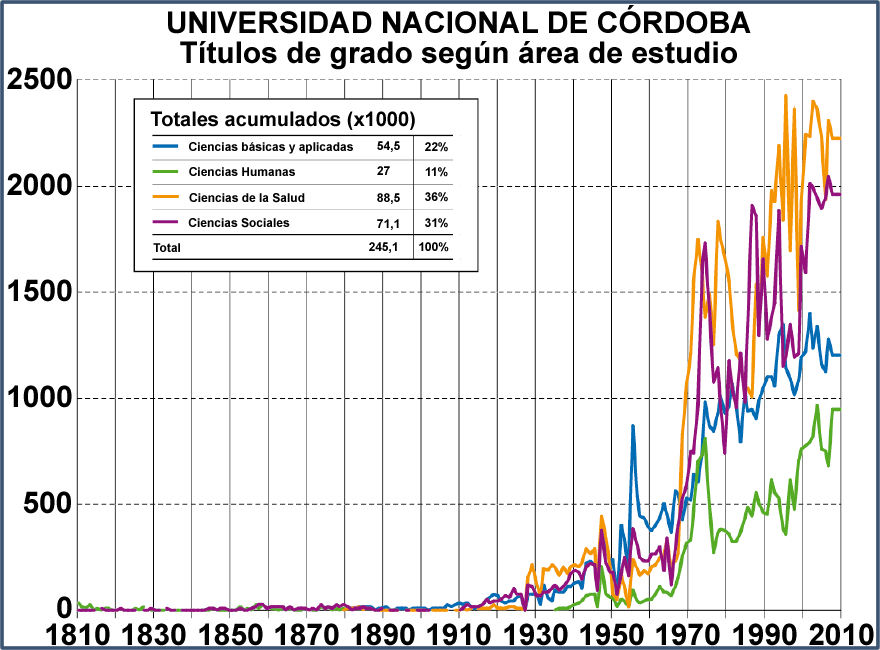
Carreras de grado otorgadas por la Universidad Nacional de Córdoba entre 1810 y 2010.
Ciencias básicas y aplicadas: 54 500; 22 %.
Ciencias humanas: 27 000; 11 %.
Ciencias de la salud: 88 500; 36 %.
Ciencias sociales: 71 100; 31 %.

La UNC, desde su creación, tuvo profundos cambios en todos los aspectos. Según el informe elaborado en 2010 con motivo del Bicentenario de Argentina, la Universidad otorgó entre 1613 y 1810 un total de 2278 títulos de grado y 327 Doctorados. Todos ellos correspondían a las tres primeras carreras: Teología, Filosofía y Derecho. También durante esos 197 años se revalidaron numerosos títulos extranjeros.
Entre 1810 y 2010, se otorgaron 245 100 grados académicos y 17 200 posgrados y doctorados. Siendo el mayor crecimiento a partir del siglo XX. Evidentemente este aumento exponencial tanto de la matrícula como de las titulaciones se debe a factores que evolucionaron en conjunto. La población argentina tuvo a partir del tercer cuarto del siglo XIX un importante crecimiento debido a las inmigraciones. Además el adelanto científico y técnico creció más velozmente a partir de la Revolución industrial con lo cual el saber humano se diversificó.
En 1879, el presidente Nicolás Avellaneda reglamentó que en las Universidades debían funcionar cuatro facultades: Ciencias Físicas y Matemáticas, Ciencias Médicas, Derecho y Ciencias Sociales y Filosofía y Humanidades. Fue así que en 1910 la cantidad de carreras había aumentado considerablemente. Según el registro de 1950, ese año se graduaron 740 alumnos. 14 fueron Farmacéuticos, 12 Geógrafos y 5 Ingenieros Civiles.
Si bien a partir de 1930, la oferta académica ha crecido ininterrumpidamente, el índice de Shannon-Wiener muestra que la diversificación de las carreras elegidas no ha sido tal. Esto se explica en que Abogacía y Medicina siguen siendo hegemónicas. En cambio, en el área de posgrado, la diversificación ha ido en aumento sostenido, sobre todo hacia las ramas de Astronomía, Física, Matemática, Química, Arquitectura e Ingeniería. Hasta el año 1960 por cada 100 000 habitantes de la provincia la UNC había otorgado 49 grados. A partir de dicha década se produce un quiebre y la relación alcanza 197.
Por más de 150 años los egresados de la UNC fueron exclusivamente varones. En 1884 egresa la primera mujer, en tanto que en 1922 se doctora la primera. A partir de allí su participación aumentó hasta ser hoy mayoría, alrededor de un 60 %. Estas proporciones se mantienen en el número de grados y posgrados otorgados a nivel de toda la Universidad, variando considerablemente entre ramas del conocimiento.
La UNC realiza anualmente la encuesta SIU-Kolla destinada a los egresados de ese año. En 2008 la misma reveló que de 5212 encuestados, el 95 % volvería a estudiar en la Universidad Pública y el 78 % evalúa positivamente los distintos aspectos de la UNC.

### Festejos por los 400 años

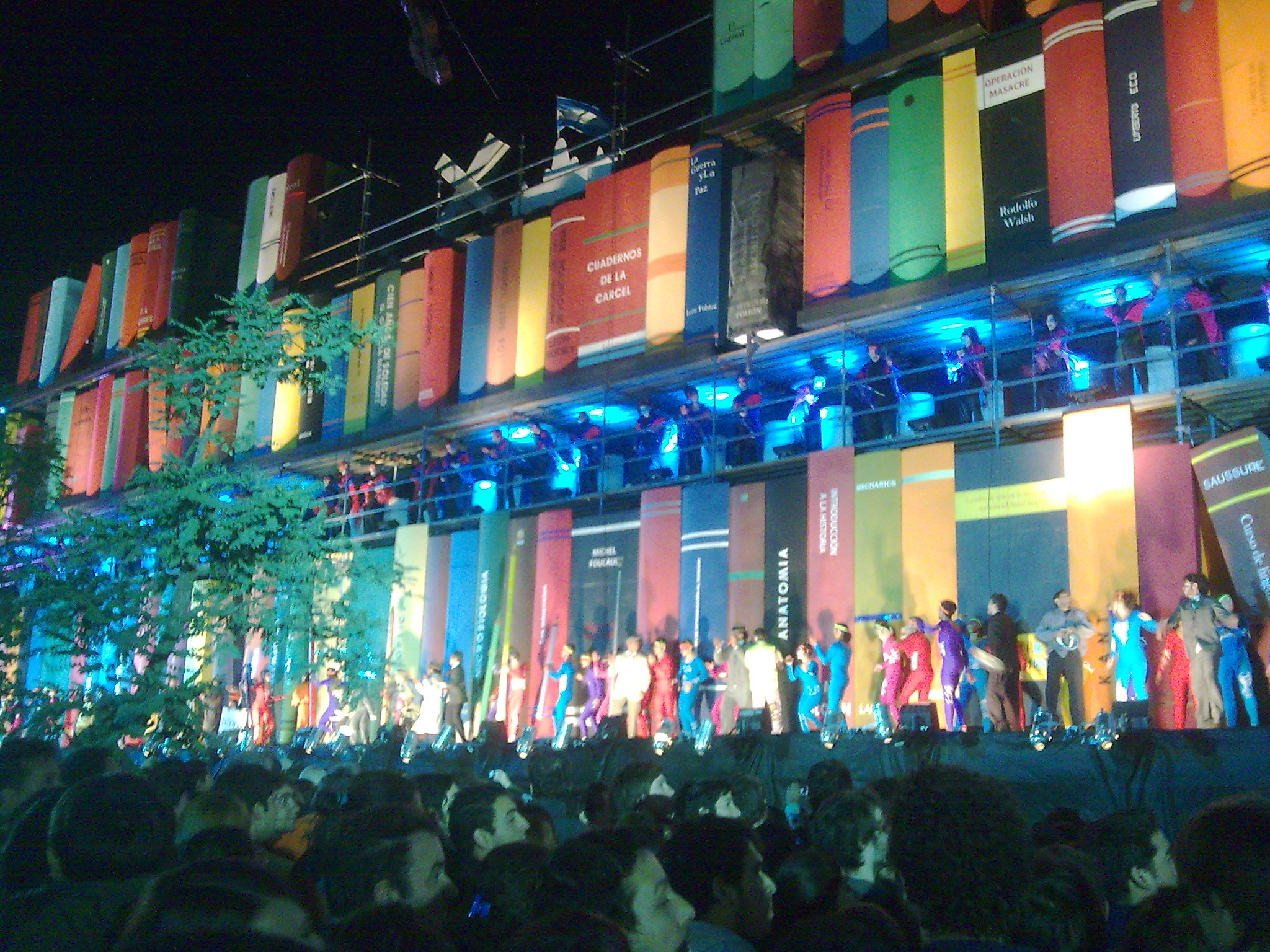
Artistas saludando al público luego del show. De fondo la biblioteca gigante, escenario principal durante la jornada inaugural de los festejos por el cuatricentenario.

Logotipo conmemorativo de la Universidad Nacional de Córdoba por la celebración de sus 400 años

Las actividades en conmemoración por los cuatro siglos de historia de La Casa de Trejo, comenzaron el domingo 13 de mayo de 2012, es decir, 400 días antes del cuatricentenario. Estas actividades son llamadas «400 días de actividades, encuentros y reflexiones para celebrar los 400 años de la UNC». La primera obra relacionada con los festejos fue la renovación de la Sala de las Américas, ubicada en el Pabellón Argentina.
Durante la jornada inaugural de actividades culturales, se dieron cita entre 45 000 y 60 000 personas en Ciudad Universitaria donde se presentaron más de 200 artistas en tres escenarios, con un espectáculo de luces, sonido y acrobacias que recorrieron los hitos más importantes de la historia de la UNC.
El escenario principal consistió en una biblioteca de 18 metros de altura que contenía más de 120 libros de 4 metros de altura. El espectáculo comenzó con un show de luces y percusión, seguido de 16 artistas que formaron, a 20 metros de altura, el logotipo que conmemora el cuatricentenario de la UNC.
El show continuó con un libro gigante que se desplazó sobre el público hasta llegar a uno de los escenarios donde artistas circenses se arrojaban desde tres metros de altura hasta una cama elástica. Posteriormente en el tercer escenario hubo un show de luces y acrobacias que concluyó con la aparición desde la tierra de una mano gigante. El show continuó con presentaciones musicales de Vivi Pozzebón, León Gieco y Charly García.
En 2013 se desarrolló «Cuatrociencia», una muestra del arte, la ciencia y la tecnología producidos por la Universidad. Se realizaron laboratorios e instalaciones interactivas, ensayos, juegos y conferencias.
También se desarrollaron actividades culturales, muchas en la vía pública. Se realizó una representación de la Reforma del 18, coros en distintas facultades y proyecciones interactivas en la zona de la Manzana Jesuítica. También se realizó una kermés callejera en Pasaje de la Reforma Universitaria, barrio Clínicas de la ciudad. Asimismo en el Observatorio Astronómico se realizaron actividades de pintura para niños.
Los festejos tuvieron actos formales, como el documento suscripto por rectores y leído en la Sala de las Américas del Pabellón Argentina. El cierre de los festejos se llevó a cabo en la explanada del Pabellón Argentina con palabras del exrector Francisco Tamarit y de la presidenta Cristina Fernández de Kirchner y actuaciones de El choque urbano y Fito Páez.

### Centenario de la reforma universitaria

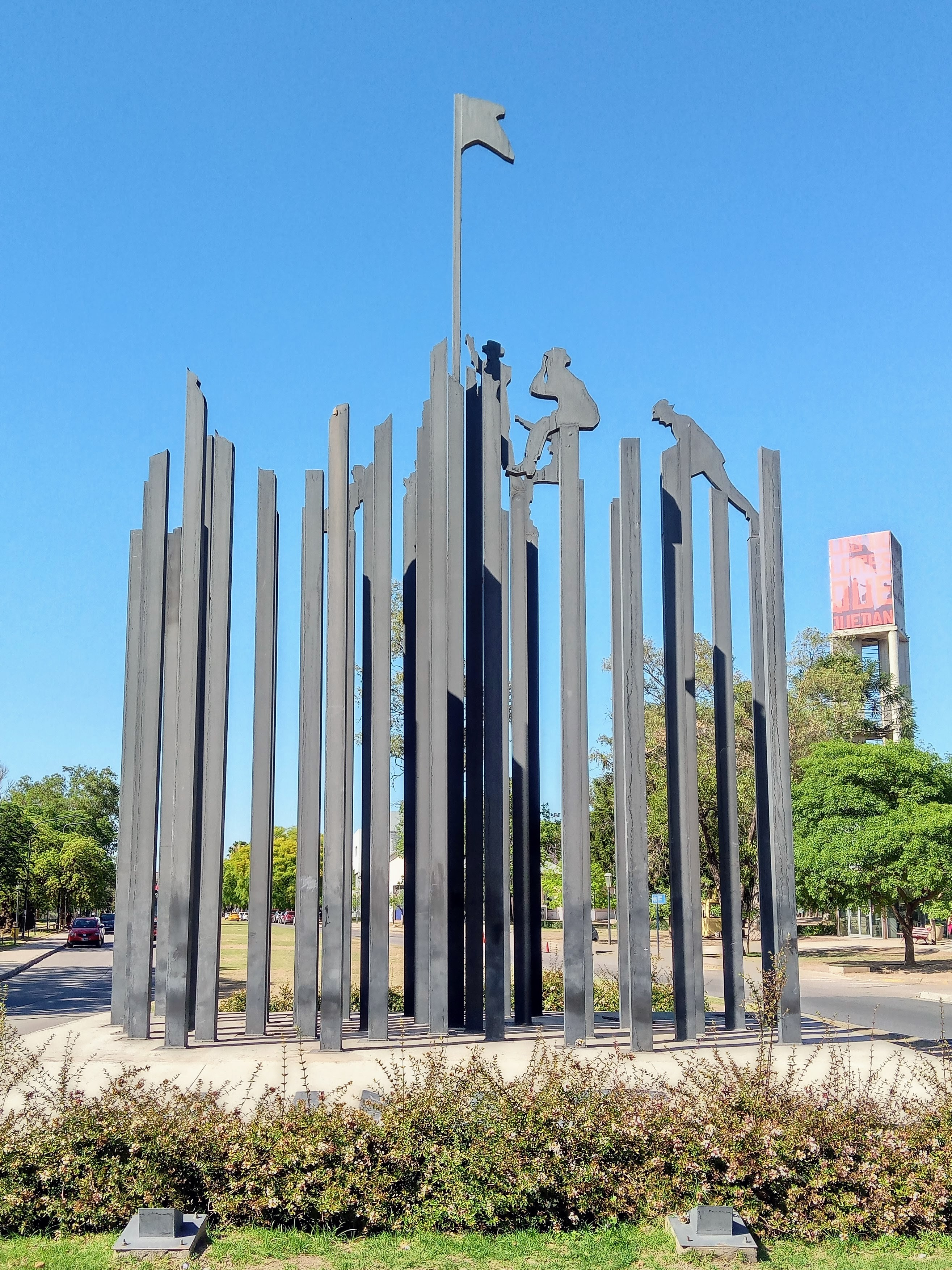
Monumento del Centenario de la Reforma, inaugurado en 2018.

En 2018, en el marco de la conmemoración del centenario de la reforma universitaria, se inauguraron obras que forman el “Portal del Centenario”. Las nuevas edificaciones incluyen el Campus Virtual, la Casa del Estudiante y el monumento del Centenario de la Reforma.

### Recortes presupuestarios nacionales
El primer gran recorte presupuestario se dio en el año 2018, bajo la presidencia de Mauricio Macri. Para septiembre, la inflación acumulada de los últimos 9 meses era de 19,6%, con una devaluación del peso argentino de 50%. A pesar de haber recibido dos aumentos durante el año, el salario docente se encontraba 3,9% por debajo de la inflación. El mes de agosto estuvo caracterizado por diferentes marchas, reclamos, asambleas y un paro que se extendió por más de un mes. Cinco facultades fueron tomadas por estudiantes durante este tiempo a modo de protesta.
Un grupo de 1500 estudiantes decidió tomar el Pabellón Argentina, medida que se extendió por 30 días. En 2021, la causa fue elevada a juicio, con 27 estudiantes universitarios procesados por el hecho. La medida fue tanto apoyada como criticada por diferentes sectores de la sociedad. Los estudiantes recibieron ataques, amenazas personales, persecuciones, una amenaza de bomba y también denunciaron la presencia de un falcon verde estacionado frente al edificio. En junio de 2024, 17 estudiantes fueron absueltos y los demás 10 aceptaron una conciliación previa que incluía horas de trabajo comunitario.
En 2024, la situación en las universidades nacionales de todo el país fue crítica: con la asunción de Javier Milei en diciembre de 2023, la inflación se situó en 27% tan solo en el mes de diciembre. El presupuesto para el año entrante preveía prorrogar el presupuesto del año saliente, tras un 2023 con 211% de inflación acumulada. El gobierno nacional anunció en abril un aumento en la inversión destinada a gastos de funcionamiento, para garantizar el sostenimiento de los edificios y los servicios esenciales. Si bien fue del 70%, esto solo abarca el 3% del presupuesto total, por lo que los salarios aún seguían ubicados bastante por debajo de la inflación, con aumentos de tan solo el 16% y 12% en los primeros meses. El 23 de abril se convocó a una marcha federal en todo el país. En Córdoba se registró una de las convocatorias más amplias de la historia, con 70 mil personas en las calles.
Para los meses de agosto y septiembre, se anunciaron aumentos del 3% y 2%. Además, el gobierno recortó en un 30% las transferencias a universidades nacionales entre diciembre y agosto. El 70% de los trabajadores de la educación superior se encontraba, según las mediciones de salarios para ese entonces, bajo la línea de pobreza. Los salarios docentes y no docentes registraban una pérdida del 33% del poder adquisitivo desde la asunción del presidente; y ante la amenaza presidencial de vetar la Ley de Financiamiento Universitario, aprobada días atrás, se convocó una nueva marcha. La convocatoria fue aún mayor que en abril, con más de 110 mil personas reunidas en la ciudad cordobesa.
El Congreso Nacional finalmente ratificó el veto presidencial, lo que implicó el sostenimiento del recorte salarial docente y no docente, y se realizaron nuevos paros durante la semana, así como también se tomaron seis facultades: Artes, Ciencias Sociales, Ciencias de la Comunicación, Filosofía y Humanidades, Psicología y, por primera vez en la historia, Derecho.

## Organización
La Universidad Nacional de Córdoba es una universidad autónoma, esto implica que tiene potestad para dictar sus propias normas en concordancia con el orden nacional, elegir sus autoridades y administrar su presupuesto.

### Gobierno
El Gobierno de la Universidad es ejercido por la Asamblea Universitaria, el Consejo Superior y Rector. Los estatutos declaran que son órganos especiales los Consejos Directivos y los Decanos de las Facultades.

#### Asamblea Universitaria

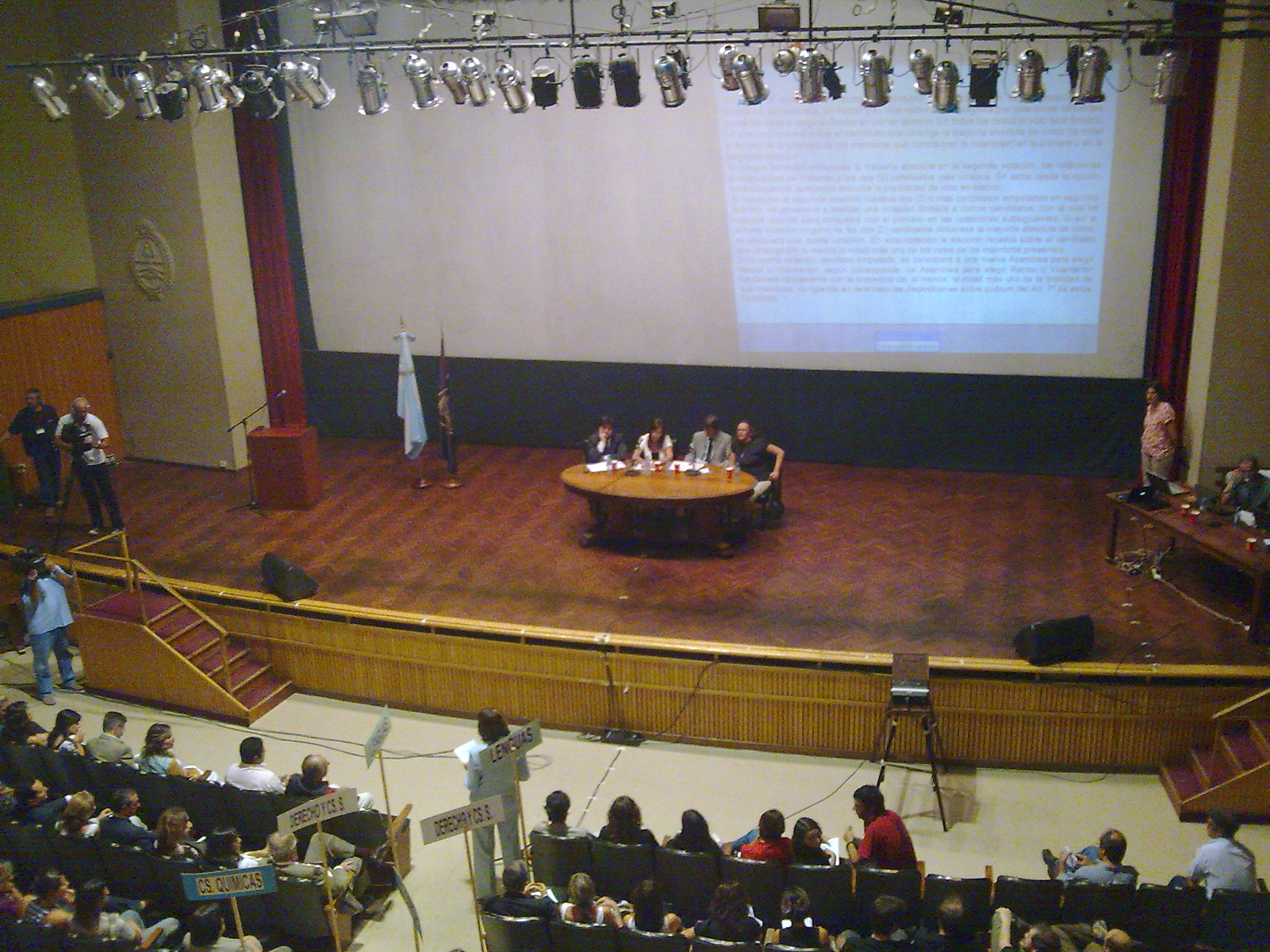
Asamblea Universitaria del 27 de marzo de 2010, donde Carolina Scotto fue reelegida rectora hasta 2013. Foto tomada en la Sala de las Américas.

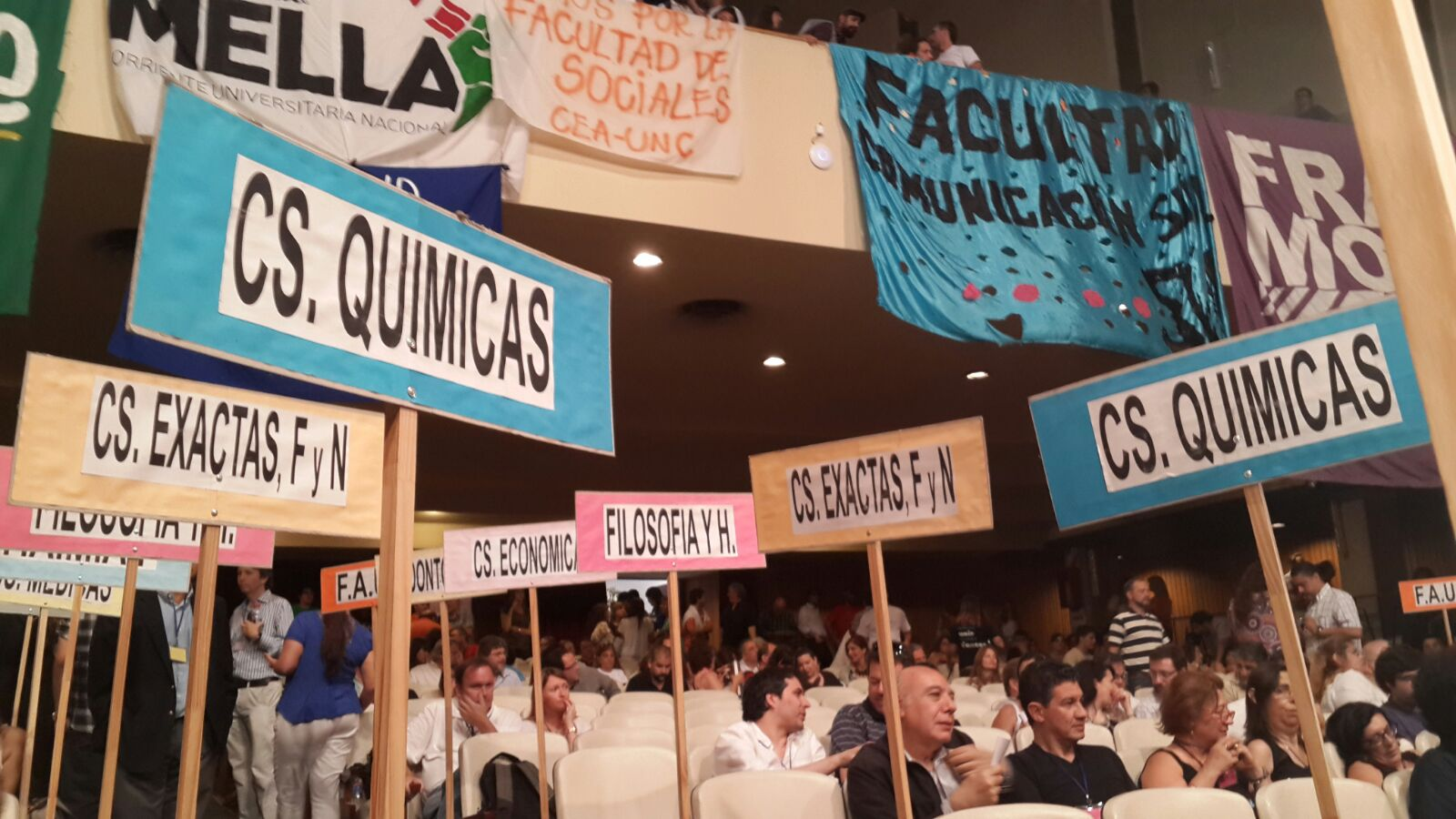
Asamblea Universitaria del 12 de diciembre de 2015 que aprobó la creación de las Facultades de Ciencias de la Comunicación y Ciencias Sociales.

La Asamblea Universitaria es un plenario en el que participan los Consejos Directivos de las quince facultades. A su vez cada Consejo Directivo está compuesto por nueve docentes, seis estudiantes, dos egresados y un no docente.
Algunas competencias que tiene la Asamblea son modificar los Estatutos, elegir al Rector y Vicerrector así como resolver su renuncia o destitución. También se encuentra a su cargo la creación de Facultades y excepcionalmente puede asumir el gobierno de la Universidad en caso de conflicto grave.

#### Consejo Superior
Lo preside el Rector y está conformado por los decanos de las quince facultades, un docente por cada una de las quince facultades, un representante del Colegio Nacional de Monserrat, un representante de la Escuela Superior de Comercio Manuel Belgrano diez representantes estudiantiles, tres egresados y dos no docentes, totalizando 47 consiliarios; todos con sus respectivos suplentes. El artículo 15 del Estatuto establece las competencias del Consejo Superior.
En lo académico tiene competencia para aprobar u observar los planes de estudio; crea institutos de investigación, laboratorios, seminarios y centros de estudios especiales; organiza departamentos de enseñanza y propone a la Asamblea Universitaria la creación de nuevas Facultades; aprueba o no las propuestas que formulen las Facultades para la provisión de sus cátedras, también designa y remueve profesores titulares y contratados; aprueba u observa las reglamentaciones que dicten las Facultades para el nombramiento de profesores titulares y adjuntos; es suya también la competencia para otorgar el título de doctor honoris causa.

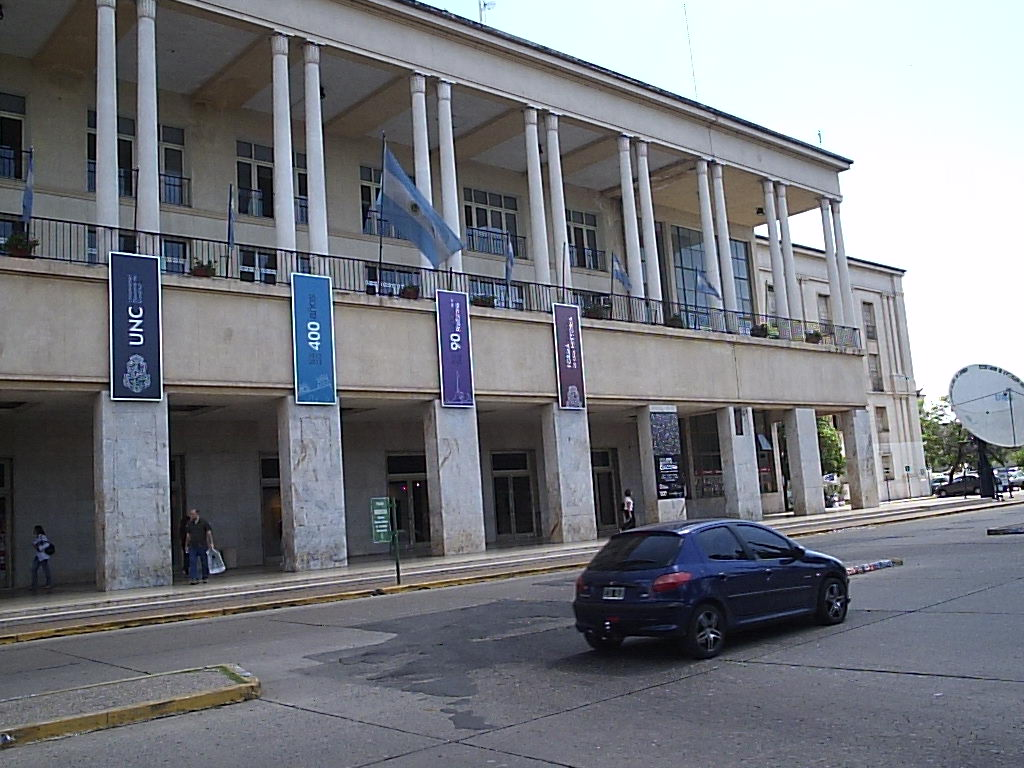
En el Pabellón Argentina se realizan las asambleas universitarias. Además es sede del rectorado.

Desde el punto de vista económico aprueba, modifica y reajusta el presupuesto anual de la Universidad; dicta el plan general de contabilidad; fija aranceles, derechos o tasas a percibirse como retribución de los servicios que preste la Universidad; acepta herencias, donaciones y legados y en general administra y dispone del patrimonio de la Universidad.
Desde lo disciplinario ejerce la jurisdicción superior universitaria; dicta ordenanzas comunes atinentes al orden y la disciplina, acordes con los fines de la Universidad; interpreta los Estatutos cuando surgieren dudas sobre su aplicación y también propone a la Asamblea Universitaria su modificación.
Además debe velar por la salud física y moral de los estudiantes proveyendo asistencia médica, estableciendo residencias, comedores y campos de deportes. Organiza un régimen de asistencia social para profesores, estudiantes, graduados y empleados, además debe facilitar a los estudiantes carentes de recursos los medios para realizar sus estudios.

#### Rector

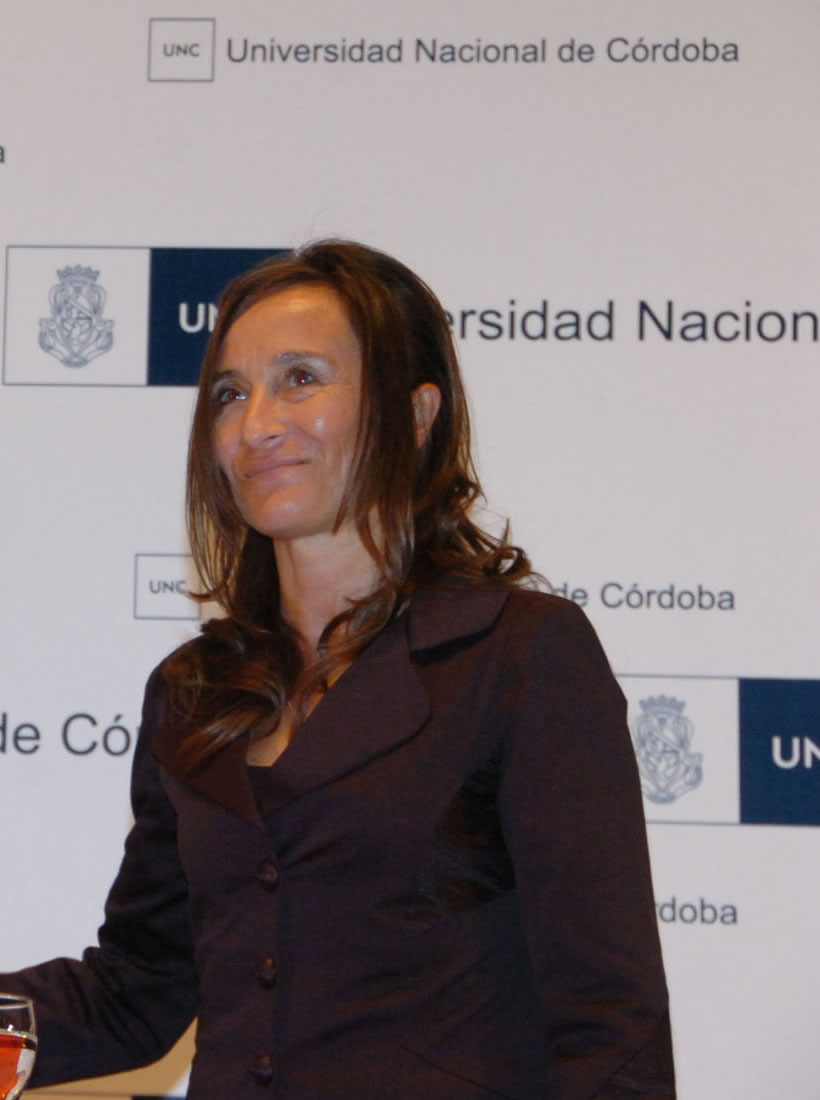
Carolina Scotto, rectora entre 2006 y 2013.

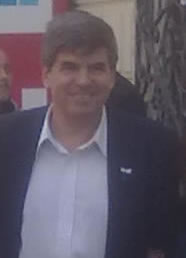
Francisco Tamarit, rector entre 2013 y 2016.

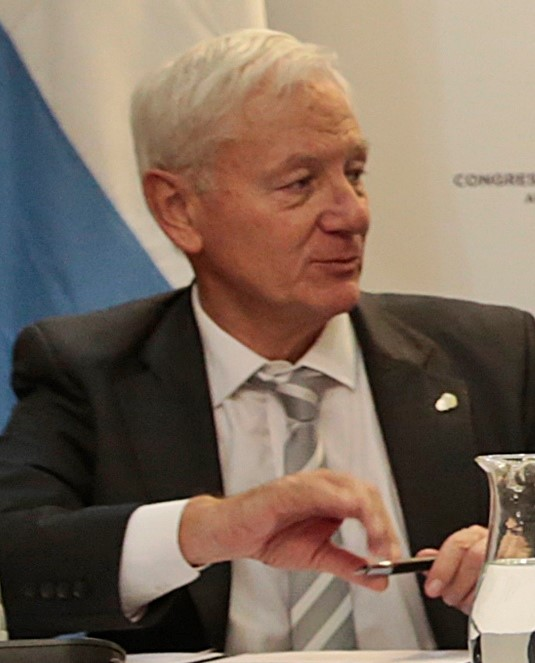
Hugo Juri, rector entre 2016 y 2022.

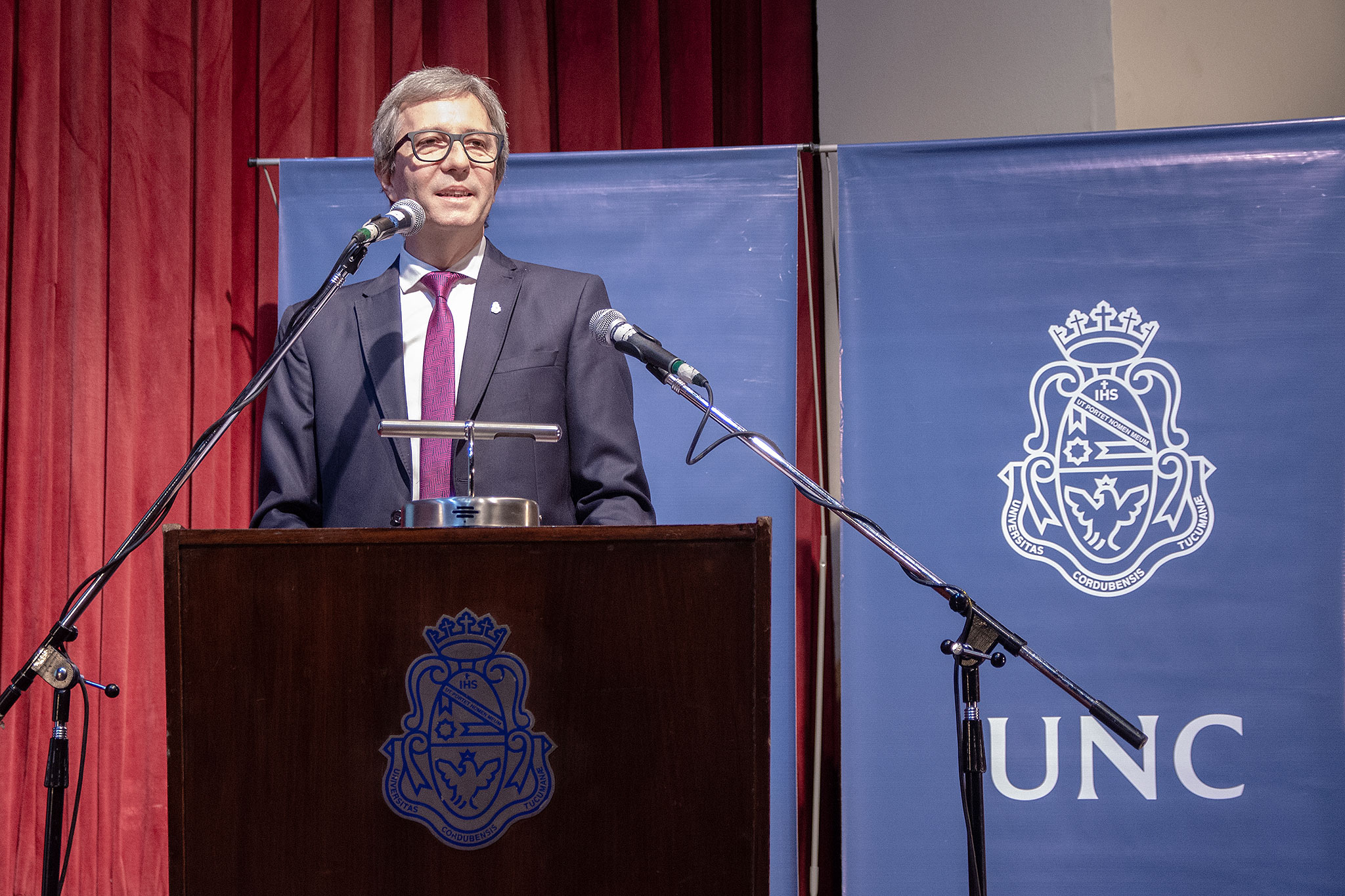
Jhon Boretto, asumió como rector en 2022.

Para ser elegido Rector o Vicerrector se requiere ser argentino nativo o naturalizado argentino, tener por lo menos treinta años de edad y ser o haber sido Profesor regular, Honorario, Emérito o Consulto de la Universidad o de cualquier otra que sea estatal. Ambos duran tres años en sus funciones. En ningún caso una persona podrá ejercer el cargo de Rector o Vicerrector (indistintamente) en más de tres oportunidades.
Entre sus obligaciones se encuentra tener la representación, gestión, administración y superintendencia de la Universidad, sin perjuicio de las atribuciones conferidas al Consejo Superior; convoca a sesiones ordinarias y extraordinarias al Consejo Superior y a la Asamblea Universitaria y preside las reuniones de ambos cuerpos; ejerce la jurisdicción policial y disciplinaria, pudiendo aplicar sanciones de suspensión hasta de tres meses; realiza la apertura de los cursos, y expide conjuntamente con los Decanos de las Facultades los diplomas profesionales, científicos y los de doctor honoris causa, también visa los certificados de promociones y exámenes que expidan las Facultades; debe vigilar la contabilidad así como proponer al Consejo Superior los nombramientos de los funcionarios y empleados sujetos a acuerdo y ejercer todas las atribuciones de gestión y superintendencia que no pertenezcan al Consejo Superior.

#### Consejos Directivos y Decanos
El gobierno de cada Facultad está a cargo de su Consejo Directivo y Decano. Cada Consejo Directivo está compuesto por nueve docentes, seis estudiantes, dos egresados y un no docente. Algunas de sus competencias son dictar y modificar su reglamento interno; elegir, suspender y remover al Decano y Vicedecano. En lo académico tiene competencia para crear nuevas escuelas y proponer la organización de departamentos de enseñanza; decidir toda cuestión contenciosa que se refiera al plan de estudio, a la concesión de matrícula o de exámenes y al cumplimiento de sus deberes por los profesores y alumnos y ejercer la jurisdicción policial y disciplinaria dentro de sus locales; fijar las condiciones de admisión y de promoción de los alumnos. En lo económico presenta al Consejo Superior el proyecto de presupuesto y solicita modificaciones o reajustes de las partidas previstas.
El Decano representa a la Facultad en sus relaciones con las autoridades universitarias y con las entidades científicas. Forma parte del Consejo Directivo y sólo vota en dicho Cuerpo en caso de empate. Dura tres años en sus funciones. Algunas de sus atribuciones son Presidir el Consejo y tener la representación y gestión de la Facultad, sin perjuicio de las atribuciones conferidas al Consejo Directivo; expide conjuntamente con el Rector los diplomas profesionales, científicos y honorarios acordados por su Facultad; ordena la expedición de matrículas, permisos, certificados de exámenes y de promoción de alumnos, de conformidad con las ordenanzas respectivas; ejerce dentro de los locales de la Facultad y en los casos de urgencia la jurisdicción policial; tiene atribución sobre las demás atribuciones que determine el Consejo Directivo, dentro de las que a este competen.

#### Otros organismos
Consejo social consultivo
Creado a fines de 2002 por el Consejo Superior, tiene como función principal articular la Universidad con organizaciones sociales de los sectores científico, comercial, cultural y productivo. Este organismo se encarga de detectar necesidades específicas de la comunidad en los ámbitos académicos, productivos, de investigación, extensión universitaria, transferencia tecnológica y científica. También realiza convenios donde los estudiantes pueden realizar prácticas profesionales en instituciones públicas y privadas.
Defensoría de la comunidad universitaria
Creada por el Consejo Superior en 1997, se trata de un organismo mediador (único en el país) que agiliza los mecanismos administrativos que defienden los principios y derechos universitarios. Supervisa la aplicación de leyes, ordenanzas y resoluciones y velar por la eficacia y pertinencia en la prestación de los servicios administrativos. Las denuncias son receptadas y recomienda una solución cuando esta no ha podido lograrse por las vías normales. Interviene de oficio o a pedido, cuando un acto sea perjudicial para la institución o atente contra los derechos de sus miembros. Esto lo realiza solicitando se modifiquen actos administrativos o instando a las autoridades a que ejerciten sus potestades de inspección y sanción.
No puede intervenir en asuntos relativos a la justicia, en causas de defensa de derechos laborales, discutir resoluciones disciplinarias o intervenir en evaluaciones académicas de profesores, comisiones dictaminadoras o consejos.
Secretarías y prosecretarías

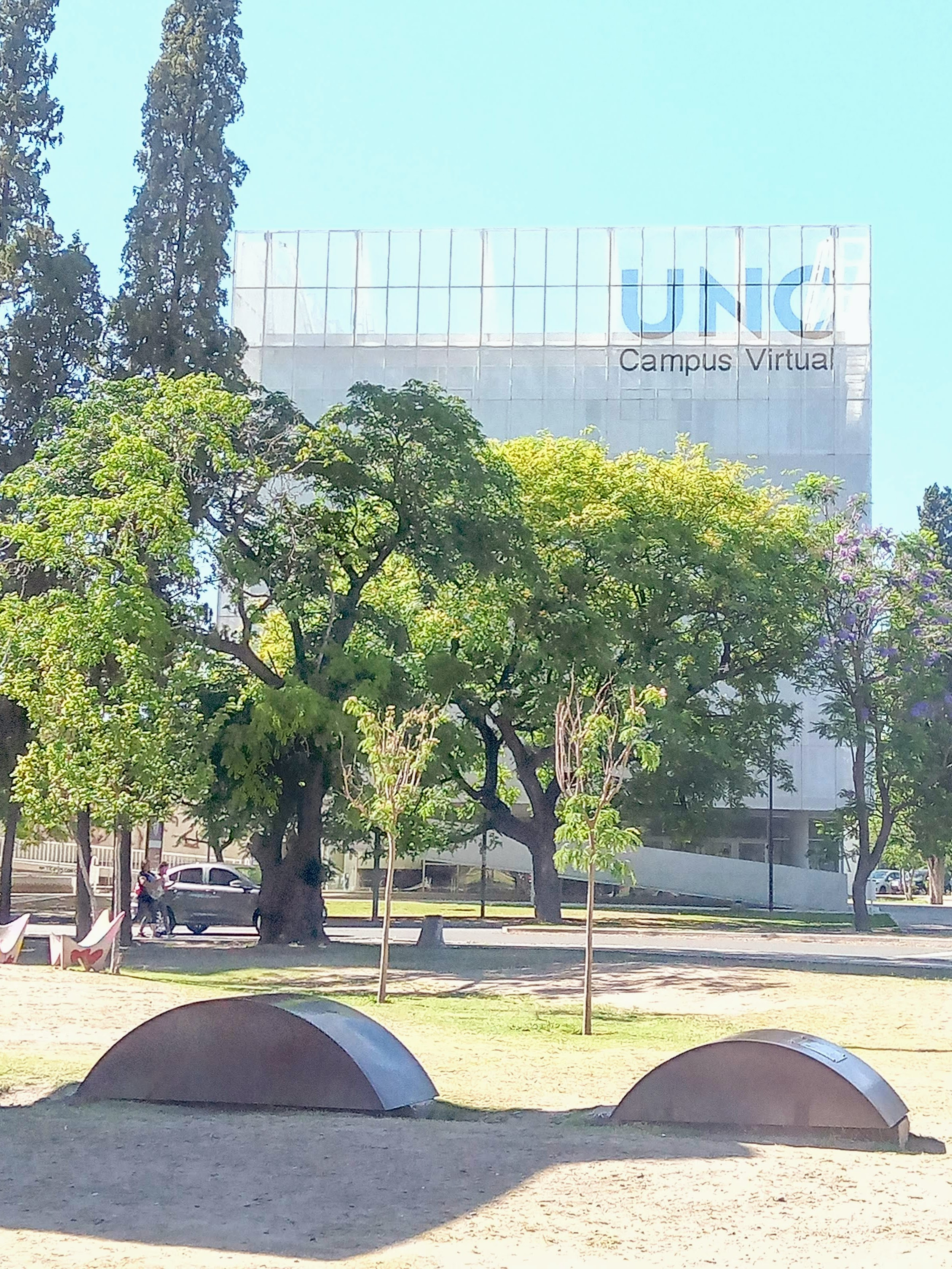
Edificio del Campus virtual de la Universidad Nacional de Córdoba.

Fueron creadas por el Consejo Superior en 2007. Sus nombres y competencias son:
- Secretaría y prosecretaría general: Asiste al Rector en asuntos relativos al despacho general y servicios del Rectorado.
- Secretaría de Asuntos Académicos: Es un órgano de consulta para la toma de decisiones académicas. Realiza la evaluación de la calidad académica, monitoreo estadístico, estructuración de carreras de posgrado. Está compuesto por la Subsecretaría de Grado y Subsecretaría de Posgrado.
- Secretaría de extensión universitaria: Es un órgano de articulación con la sociedad. Genera acceso a diversas manifestaciones culturales. Valoriza los saberes científico-humanístico y popular-social. Es la encargada de realizar exposiciones y debates culturales en los que participan la comunidad en general. Se divide en Subsecretaría de Vinculación con la Comunidad y la Subsecretaría de Cultura.
- Secretaría de ciencia y tecnología: Proporciona herramientas y mecanismos para el financiamiento de la investigación científica y tecnológica en la Universidad. Fomenta la investigación científica y carreras de posgrado. Se divide en Subsecretaría de Promoción y Desarrollo de la Investigación Científica y Tecnológica y Subsecretaría de Innovación, Transferencia y Vinculación Tecnológica.
- Secretaría de asuntos estudiantiles: Aborda la problemática estudiantil en las áreas de salud, comedor universitario, servicio Social y becas, turismo y transporte, orientación vocacional y deportes.
- Secretaría de planificación y gestión institucional: apoya los procesos de previsión, programación, coordinación, ejecución y control de las actividades docentes, de investigación, extensión y prestación de servicios. Tiene a su cargo las dependencias: Dirección General de Contabilidad y Finanzas, Dirección General de Contrataciones, Dirección General de Programación Presupuestaria, Dirección General de Personal y Dirección General de Tecnologías Informáticas. A su vez está dividida en la Subsecretaría de planeamiento físico que elabora e implementa políticas referidas al desarrollo, mejoramiento y conservación de la planta física. Sus dependencias son: Dirección de Programación y Desarrollo, Dirección de Estudios y Proyectos, Dirección de Control de Obras por Contrato, Dirección de Mantenimiento y Dirección de Administración.
- Prosecretaría de relaciones internacionales: Promueve y vincula relaciones con instituciones del exterior, no solo desde lo académico sino que además asesora a estudiantes, docentes y graduados sobre oportunidades de formación en otras Universidades del mundo.
- Prosecretaría de informática: Depende directamente del Rectorado. Mantiene en funcionamiento el Centro de Operaciones de Redes (NOC) de la red metropolitana de datos, correo electrónico, acceso a internet, sistema SIU-Guaraní y gestión de las Bibliotecas.
- Prosecretaría de comunicación institucional: Es el nexo de comunicación entre la Universidad y la sociedad.

### Áreas académicas
La Universidad cuenta con 15 facultades:
- Facultad de Arquitectura, Urbanismo y Diseño
- Facultad de Artes
- Facultad de Ciencias Agropecuarias
- Facultad de Ciencias de la Comunicación
- Facultad de Ciencias Económicas
- Facultad de Ciencias Exactas, Físicas y Naturales
- Facultad de Ciencias Médicas
- Facultad de Ciencias Químicas
- Facultad de Ciencias Sociales
- Facultad de Derecho
- Facultad de Filosofía y Humanidades
- Facultad de Lenguas
- Facultad de Matemática, Astronomía, Física y Computación
- Facultad de Odontología
- Facultad de Psicología

Cuenta asimismo con dos escuelas preuniversitarias:
- Colegio Nacional de Monserrat
- Escuela Superior de Comercio Manuel Belgrano

### Otras instituciones dependientes
Varias instituciones dependen orgánica y presupuestariamente de la UNC. Algunas de ellas son: Observatorio Astronómico, Multimedio SRT, Centro de Estudios Avanzados, Clínica Odontológica, Departamento Universitario de Informática, Hospital Nacional de Clínicas, Instituto Superior de Alimentos, Instituto Superior de Recursos Hídricos, Laboratorio de Hemoderivados, Hospital Universitario de Maternidad y Neonatología.

### Admisión
La admisión en todas las carreras de la UNC es gratuita e irrestricta. El proceso comienza con un ciclo nivelatorio, en el cual el alumno adquiere los conocimientos básicos para iniciar sus estudios de grado. Concluido el ciclo de nivelación se rinden los exámenes de los contenidos correspondientes al ciclo de nivelación. Los aspirantes que hayan aprobado este examen (cada facultad establece sus propios criterios de aprobación) estarán en condiciones de matricularse en la carrera de grado elegida. Si el aspirante obtiene una calificación inferior a la exigida, podrá rendir nuevamente dicho examen en cualquiera de los turnos ordinarios (generalmente julio y diciembre).
La UNC ofrece una serie de becas que pueden solicitarse a partir del último año de los estudios secundarios (para ingresantes). Durante el cursado de carrera de grado, el alumno regular puede solicitar ayuda económica (fondo único); subsidio a estudiantes con hijos y para guardería; beca para terminación de carrera; beca para el comedor universitario; becas de Asistencia (excepcional) y de Promoción.

## Campus

### Ciudad Universitaria de Córdoba
La Ciudad Universitaria de Córdoba es un predio de 1.115 hectáreas en la Ciudad de Córdoba, Argentina, donde se ubica la Universidad Nacional de Córdoba y la Universidad Tecnológica Nacional.  Se encuentra en la zona centro-sur de la ciudad de Córdoba y próximo al parque Sarmiento.

### Campus Norte
El edificio central del Campus Norte se inauguró en 2022, ubicado en Estación Juárez Celman. Se trata de una iniciativa conjunta entre la UNC, el gobierno de la provincia de Córdoba, el gobierno municipal de Juárez Celman y la Universidad Tecnológica Nacional (UTN).

### Áreas experimentales y de investigación
Fuera de la ciudad se encuentran también: el campo experimental de la Facultad de Ciencias Agropecuarias; la Estación Astrofísica de Bosque Alegre; la Reserva natural Vaquerías de 380 hectáreas, cercana a la localidad cordobesa de Valle Hermoso.
Área de deportes
En Ciudad Universitaria el área de deportes tiene destinadas 12 hectáreas donde se practican 25 actividades deportivas. Su infraestructura está conformada por diez canchas de fútbol, dos de rugby, una de hockey, una pista reglamentaria de 400 metros de atletismo, un sector de arquería y polideportivo con tres canchas de voleibol, dos de básquet, una de hándbol, y dos salas para gimnasia y usos múltiples. Su costo anual es accesible.
En el área de deportes se puede practicar ajedrez, arquería, atletismo, básquet, boxeo, buceo, canotaje, esgrima, fútbol 11, fútbol de salón, gimnasia (femenina, aero, local y step), hándbol, hockey, karate, montañismo, musculación, natación, navegación a vela en el Lago San Roque, rugby, taekwondo, tenis, tiro deportivo.

## Investigación
Institutos de investigación

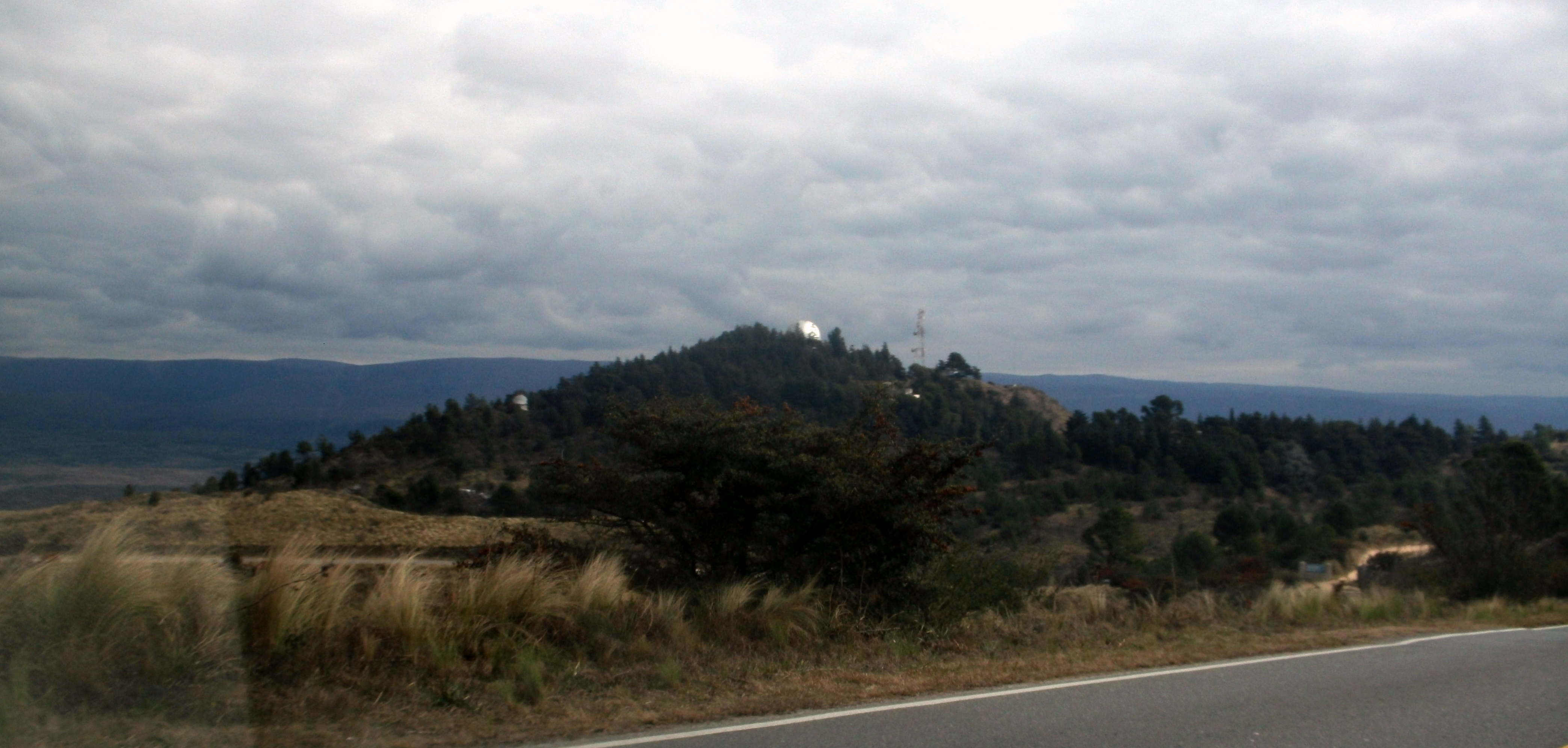
Observatorio de la UNC en medio de las sierras.

La UNC cuenta con 103 centros de investigación en diferentes áreas de la ciencia distribuidos entre las facultades, la mayoría de ellos son codirigidos con el Conicet. La mayoría de sus investigadores también son docentes en las carreras de grado de la universidad, dando así, a las carreras de grado alto nivel en la vanguardia de las nuevas tecnologías y descubrimientos científicos. 

### Becas
Se pueden gestionar becas para realizar estudios de Posgrado, doctorado e investigación. Hay de dos niveles: el primero destinado a quienes inician el posgrado y el segundo nivel, para aquellos que necesitan fondos para concluir sus estudios. Se renuevan anualmente y se otorgan durante dos años para estudios de maestría y de cinco años para doctorado.
Las becas posdoctorales están orientadas a la consolidación del investigador luego de obtenido el doctorado. Para obtenerla se requiere hacer dedicación exclusiva (45 horas semanales) a la Universidad.
Los docentes de la Universidad pueden, además, solicitar becas especiales como la de Innovación tecnológica o social en la cual participan además empresas del sector local con proyección innovadora. Otra beca que pueden solicitar, es de Posgrado por área de vacancia, en la cual se financian estudios especializados en otras Universidades nacionales o extranjeras.

### Subsidios
Las líneas de financiamiento a la investigación disponibles son:
- Proyectos y Programas de Investigación SeCyT: Los Subsidios y Avales a Proyectos y Programas de Investigación, Desarrollo Tecnológico y Artístico de la SECyT-UNC, promueven la formación y el sostenimiento de grupos de investigación y producción.
- Subsidios para Innovación y Transferencia de Tecnología: promueven la transferencia de conocimientos hacia el sector productor de bienes y servicios. Los proyectos tienen una duración de dos años.
- Modernización Tecnológica: destinados a la compra, reparación o actualización de equipamiento (Científico, Tecnológico o Artístico).
- Programa Institucional y Multidisciplinar en temas prioritarios: promueve trabajos de investigación, desarrollo o producción artística con un enfoque multidisciplinario en temas definidos por la UNC como prioritarios.
- Jóvenes en ciencia: proyectos de investigación liderados y conformados por integrantes de hasta 35 años, con tutoría.
- Programa de Adquisición de Grandes Equipos: financia la adquisición o actualización de equipos de gran porte para e realizar actividades de I+D+i y la integración con el sector productivo.
- Fondo para Aporte de Contrapartida a los Sistemas Nacionales: contribuye total o parcialmente a los montos de contrapartida requeridos en las solicitudes de fondos nacionales.[66]

### Publicaciones
La Universidad Nacional de Córdoba cuenta con una editorial propia creada por resolución del Consejo Superior en 2007. Sus publicaciones están organizadas en nueve colecciones que cubren distintas áreas del conocimiento: Sociedad, Divulgación, Formas, Ciencias, Ensayos, Institucional, Reforma. Estado y Política. La evaluación de los trabajos postulados para su publicación es efectuada por docentes y científicos de la UNC y de otras universidades. Esta institución fue concebida para la promoción y difusión de las obras científicas, artísticas y literarias hechas por profesores e investigadores de la Universidad. Las publicaciones se pueden encontrar en todo el país.
Varias facultades tienen además, en su ámbito interno, publicaciones que son base para el desarrollo programático de las materias.

### Repositorios Digitales
| Repositorio Digital                 | Filiación Institucional | Dirección web                   | Cantidad de títulos (2022) |
| ----------------------------------- | --- | ------------------------------- | -------------------------- |
| Repositorio Digital de la UNC (RDU) | Universidad Nacional de Córdoba                                                                                                | https://rdu.unc.edu.ar/         | 22119                      |
| Suquía                              | Repositorio del Programa de Arqueología Digital del IDACOR-Conicet del Museo de Antropología, Facultad Filosofía y Humanidades | https://suquia.ffyh.unc.edu.ar/ | 14056                      |
| Ansenuza                            | Facultad de Filosofía y Humanidades                                                                                            | https://ansenuza.unc.edu.ar/    | 579                        |

### Supercomputador Cristina
Cristina fue una supercomputadora de Argentina. El nombre era un homenaje a la doctora María Cristina Giordano, científica pionera de la investigación en fisicoquímica. Funcionó entre 2010 y 2017.
Se encontraba instalada desde 2010 en el Centro de Computación de Alto Desempeño (CCAD) de la Universidad Nacional de Córdoba y fue desarrollada por investigadores del Departamento de Matemática y Física de la Facultad de Ciencias Químicas de la misma Universidad junto a profesionales del  Instituto de Química del Sur del CONICET, Bahía Blanca, (INQUISUR) y a otros 3 grupos de investigación del país y fue financiada en el marco de un Proyecto de Modernización de Equipamiento de Laboratorios de Investigación (PME, Grandes Equipos), con un subsidio que la Agencia Nacional de Promoción Científica y Tecnológica.
Se trataba de un clúster de computadoras unas 500 veces más rápido que una PC. 

## Cultura y patrimonio

### Museos
La universidad cuenta con los siguientes museos:
- Casa de la Reforma Universitaria
- Museo Anatómico "Pedro Ara"
- Museo Astronómico
- Museo Botánico
- Museo de Anatomía Patológica
- Museo de Antropología
- Museo de Mineralogía y Geología "Dr. Alfredo Stelzner"
- Museo de Paleontología
- Museo de Zoología
- Museo del Colegio Nacional de Monserrat
- Museo Histórico de la Facultad de Derecho
- Museo Histórico de la Universidad Nacional de Córdoba
- Museo Histórico del Hospital Nacional de Clínicas
- Museo Virtual de Arquitectura
- Museo Histórico de la Facultad de Odontología
- Museo del niño y de la mujer
- Museo en Ciencias de la salud
- Museo de Psicología
- Escuela práctica de medicina "Alejandro Centeno"
- Museo de ciencias interactivo de la Facultad de Ciencias Químicas
- Centro de ciencias Plaza Cielo Tierra

La propuesta de la “Noche de los Museos” nace en el año 2011en la ciudad de Córdoba, con el objetivo de contribuir a la difusión y divulgación del patrimonio de los museos de Córdoba con el público en general.

### Bibliotecas
La universidad cuenta con una red de bibliotecas:
- Biblioteca Mayor
- Biblioteca y Centro de Documentación Latinoamericano del Centro de Estudios Avanzados
- Biblioteca "Profesor Ricardo C. Nuñez" de la Facultad de Derecho y Ciencias Sociales
- Biblioteca del Observatorio Astronómico de Córdoba
- Biblioteca "Mario Fernández Ordóñez" de la Facultad de Arquitectura, Urbanismo y Diseño
- Biblioteca "Ing. Agrónomo Moisés Farber" de la Facultad de Ciencias Agropecuarias
- Biblioteca "Manuel Belgrano" de la Facultad de Ciencias Económicas
- Biblioteca "Prof. Dr. Ricardo Luti" de la Facultad de Ciencias Exactas, Físicas y Naturales
- Biblioteca "Ingenieros Río y Achaval" de la Facultad de Ciencias Exactas, Físicas y Naturales
- Biblioteca "Prof. Dr. J.M. Allende" de la Facultad de Ciencias Médicas
- Biblioteca "María A. Suárez de Hünicken" de la Escuela de Enfermería
- Biblioteca de la Escuela de Nutrición
- Biblioteca "Dr. Aníbal A. Sanguinetti" de la Facultad de Ciencias Químicas
- Biblioteca "José M. Aricó"
- Biblioteca "Lic. Víctor Guzmán" de Facultad de Ciencias Sociales
- Biblioteca de la Facultad de Ciencias de la Comunicación
- Biblioteca "Elma Kohlmeyer de Estrabou" de las facultades de Filosofía y Humanidades, y Psicología
- Biblioteca de la Facultad de Artes
- Biblioteca "Emile Gouiran" de la Facultad de Lenguas
- Biblioteca "Daniel Sonzini" de la Facultad de Matemática, Astronomía y Física
- Biblioteca de la Facultad de Odontología
- Biblioteca de la Escuela de Tecnología Médica
- Biblioteca de la Escuela de Fonoaudiología
- Biblioteca "Gladys Moreta" de la Escuela Superior de Comercio Manuel Belgrano
- Biblioteca "Prof. Alfredo Ruibal" del Colegio Nacional de Monserrat
- Biblioteca del Laboratorio de Hemoderivados

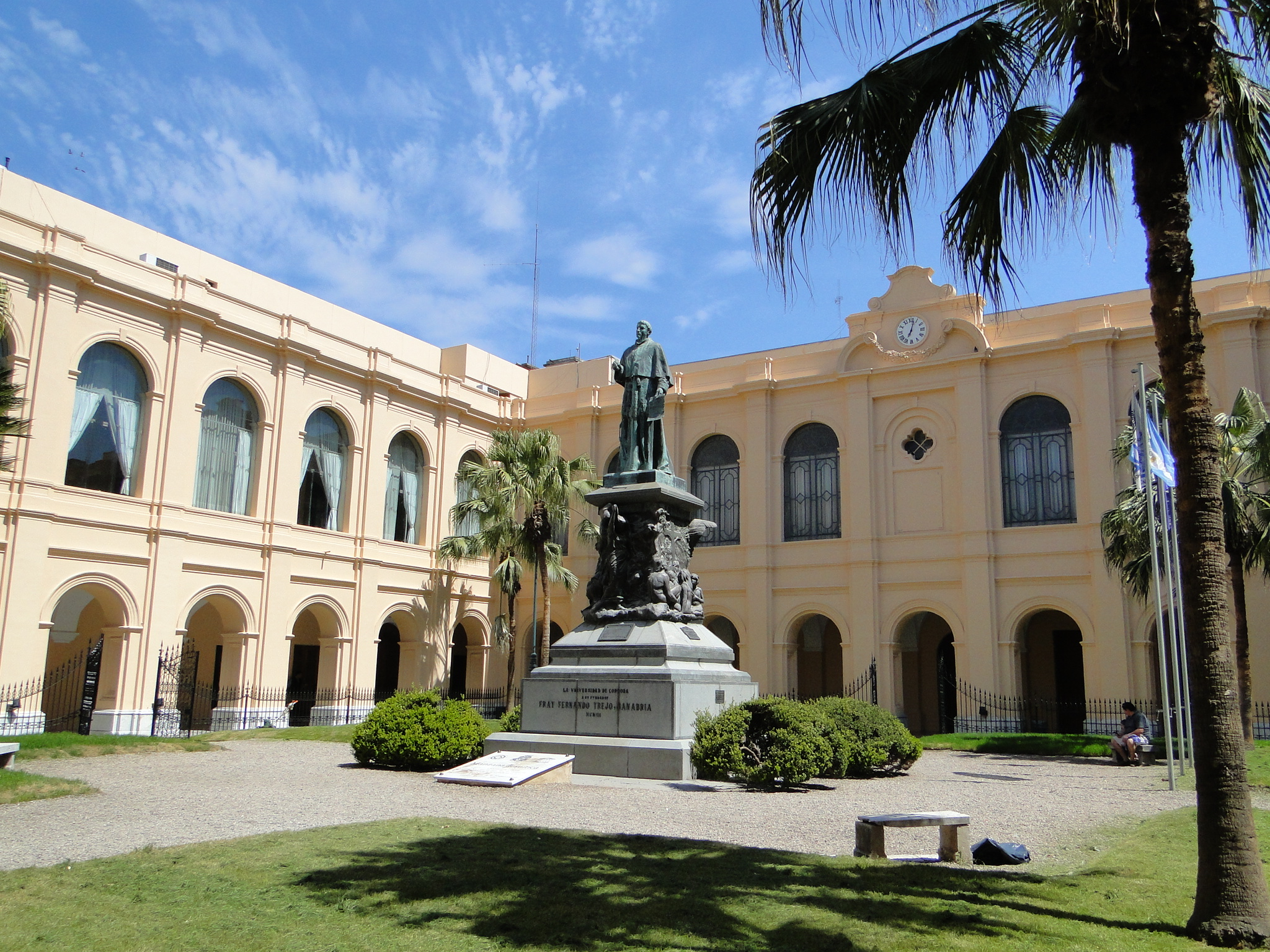
Patio del antiguo edificio del Rectorado de la Universidad Nacional de Córdoba.

Departamento Cultural de la Facultad de lenguas

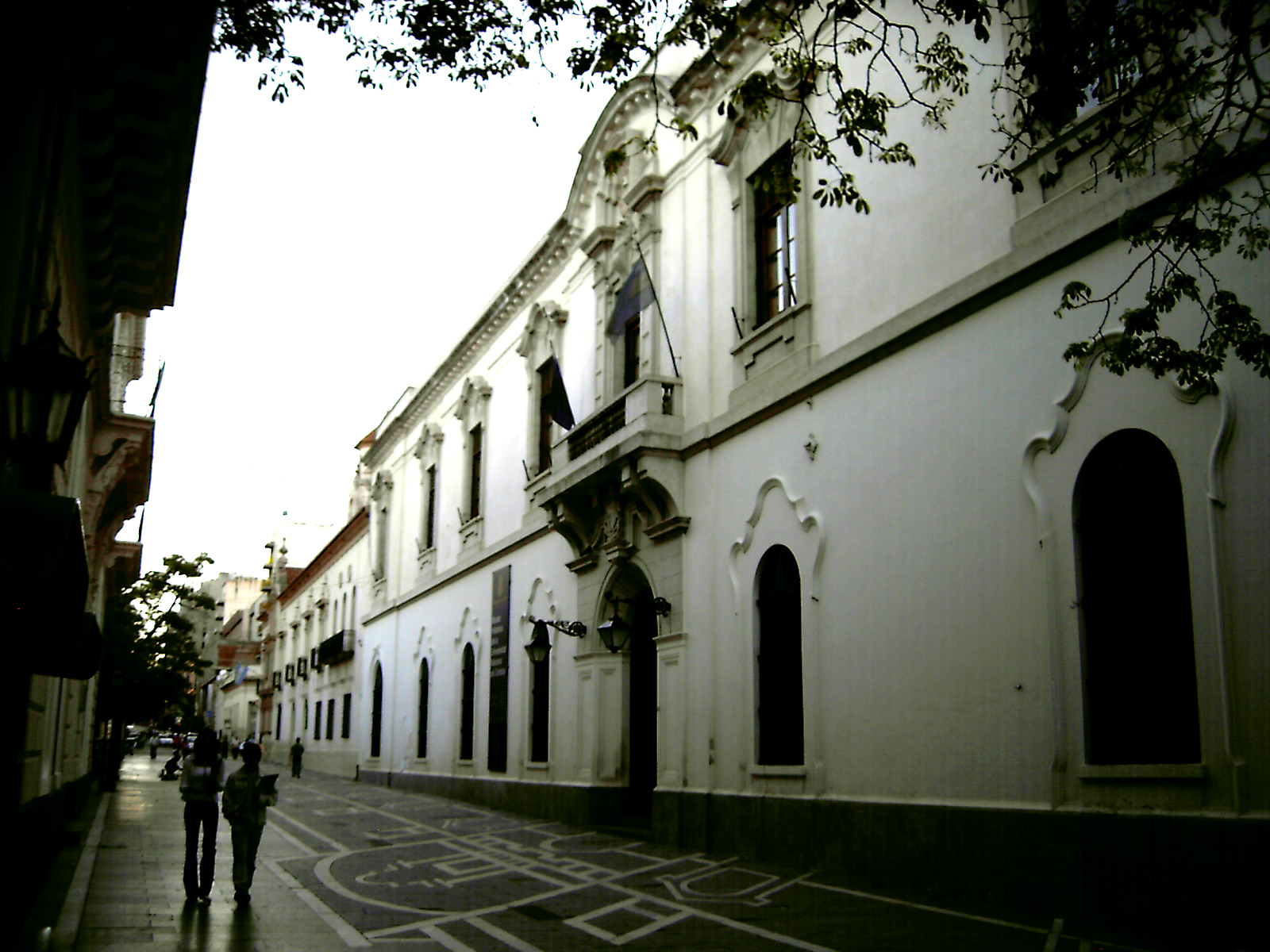
Antiguo edificio del rectorado y actual museo. En este edificio se encuentra la Biblioteca Mayor.

Para quienes quieren estudiar una lengua extranjera a nivel no profesional, como un instrumento de comunicación, la Facultad de Lenguas cuenta con este departamento, creado en 1943. Por aquella época su finalidad era que los alumnos de la entonces Escuela Superior de Lenguas pudieran realizar la práctica de la enseñanza para sus estudios universitarios.
A partir de 1996, se extendieron sus objetivos para brindar un amplio servicio a la comunidad, la cual ha respondido con gran interés. Actualmente el "cultu" como es llamado coloquialmente brinda clases de diversos idiomas, anuales, intensivas, cuatrimestral y con diversos niveles enfocándose en actividades culturales y comunicativas de la lengua aprendida. 
El departamento tiene a disposición al rededor de 19 idiomas en diferentes niveles y modalidades tanto presencial como virtual a distancia. Si bien la mayoría de los cursos son arancelados, los precios son económicos y existen distintos convenios y descuentos. 

### Cineclub y teatro
El Cineclub proyecta películas por iniciativa propia y también en conjunto con cátedras, programas, secretarías, centros de estudiantes y organizaciones no universitarias. Las proyecciones son obras de valor artístico que abordan temáticas de interés académico, científico o comunitario.
Además la UNC cuenta con dos elencos teatrales: Teatro y Teatro de títeres. Los mismos se renuevan bianualmente y su convocatoria es abierta al público en general. Ambos se presentan en salas universitarias, festivales nacionales e internacionales.

### Centros culturales
La universidad dispone de espacios culturales como el Pabellón Argentina, el más importante de la UNC, donde se encuentran varios espacios destinados a actividades culturales. El Hall Central tiene 875 m² destinados a la realización de muestras, conferencias y cursos. La Galería de Arte, que se renueva mensualmente, expone pinturas, dibujos, fotografías y grabados. Finalmente se encuentran el Café Cultural y el Patio de las Palmeras, destinados al encuentro de profesores y alumnos y a la realización de actividades extracurriculares. En este pabellón también se encuentran La Sala de las Américas (la más importante) y el Salón de Actos. La UNC también realiza, en el ámbito de la Ciudad Universitaria, festivales gratuitos de distinta índole.

### Orquesta Sinfónica
Tiene una Orquesta Sinfónica profesional compuesta por alrededor de 60 músicos aun no reconocidos como trabajadores. Interpretan autores clásicos y modernos y desarrollan una labor de extensión brindando un servicio cultural en conjunto con la Facultad de Artes. Posee los siguientes instrumentos: Primer y segundo violín, viola, violonchelo, contrabajo, flauta, oboe, clarinete, fagot, contrafagot, trompeta, corno, trombón, tuba, piano, timbal y percusión. Se encuentran bajo la dirección de Hadrián Ávila Arzuza.

### Programas de extensión
Algunos programas llevados a cabo por la Secretaría de Extensión Universitaria (SEU) son: Observatorio de Derechos Humanos; Adultos Mayores; Niñez y Juventud; Compromiso Social Estudiantil; Formación en Oficios; Apoyo a la Gestión Local; Puntos de Extensión; Universidades Populares; Deporte, Salud  y Sociedad; Educación en Ciencia y Tecnología; Salud Integral; Promoviendo Educación, Salud y Derechos.

## Hospitales y Laboratorios

### Hospital Universitario de Maternidad y Neonatología
El Hospital Universitario de Maternidad y Neonatología, conocido popularmente como Maternidad Nacional, es un centro de salud especializado en atención obstétrica, ginecológica y neonatal, dependiente de la Facultad de Ciencias Médicas. Está ubicado en el barrio Alberdi de la ciudad de Córdoba, en un predio delimitado por las calles Rodríguez Peña y Santa Rosa, con una superficie total de 15000 m² distribuida en cuatro niveles.
La construcción del entonces denominado Instituto de Maternidad se inició en 1923 bajo la dirección del ingeniero F. Weiss, Jefe de Zona de la Dirección de Arquitectura de la Nación. El edificio fue inaugurado oficialmente el 27 de febrero de 1932.
En 1942, un decreto del Poder Ejecutivo Nacional estableció la creación de la Escuela de Puericultura, que posteriormente se transformó en el Instituto de Puericultura, funcionando como dependencia anexa a la Cátedra de Clínica Obstétrica.
En diciembre de 1970, mediante una resolución rectoral, se dispuso la fusión del Instituto de Maternidad y el Instituto de Puericultura, dando origen al actual Hospital Universitario de Maternidad y Neonatología. Esta institución quedó integrada por la Cátedra de Clínica Obstétrica, el Servicio de Neonatología y diversos servicios de apoyo para diagnóstico y tratamiento. A partir de 1971, se incorporó la II Cátedra de Clínica Ginecológica, lo que implicó la creación de un nuevo servicio dentro del hospital.
Actualmente, el hospital cuenta con una capacidad de 60 camas, distribuidas entre las áreas de tocoginecología y neonatología. Atiende anualmente alrededor de 25 000 consultas externas, incluyendo 11 000 de urgencia las 24 horas, y aproximadamente 4 000 internaciones. Además, se asisten cerca de 1500 partos por año.
Los servicios de ginecología y obstetricia son respaldados por sectores complementarios de diagnóstico y tratamiento, tales como clínica médica, diagnóstico por imágenes (radiología y ecografía), embarazo de alto riesgo, endocrinología, genética humana y laboratorio de análisis clínicos.